# 朐山县
朐山县，中国古县名。
北周建德六年（577年）改朐县置，治所在今江苏省连云港市南海州镇，为朐山郡治。隋朝开皇三年（583年）为海州治，大业三年（607年）为东海郡治。唐朝武德四年（621年）复为海州治。南宋景定二年（1261年）为西海州治。元朝至元十五年（1278年）为海州路治，同年为海宁府治，次年为海宁州治。明朝洪武元年（1368年）又为海州治，省入州。 